# Omskavia
Omskavia (russo: ОмскА́виа) era uma companhia aérea com sede em Omsk, Rússia. Operava serviços regulares e internacionais de fretamento, passageiros, carga e correio, bem como manutenção de aeronaves. Suas bases principais eram o Aeroporto Tsentralny, Omsk, e o Aeroporto Internacional Domodedovo, Moscou.
A companhia aérea juntou-se à aliança AirBridge em 2004, que foi reestruturada como AiRUnion no verão de 2005. Em 17 de outubro de 2008, a Autoridade de Aviação Russa suspendeu seus voos.

## História
A Omskavia foi separada da Aeroflot no início dos anos 1990 e foi formada como resultado da separação da Omsk State Air Enterprise em empresas aéreas e aeroportuárias. Foi estabelecido e iniciou suas operações em 1 de fevereiro de 1994. A companhia aérea é propriedade da KrasAir (71%) e de outros acionistas (29%).

## Frota
A frota de Omskavia incluía as seguintes aeronaves (3 de junho de 2008):
| Aeronaves       | Quantidade | Ordens | Notas                |
| --------------- | ---------- | ------ | -------------------- |
| Tupolev Tu-154M | 3          | –      | Operado pela KrasAir |
| Tupolev Tu-214  | –          | 4      |                      |